# Boarmia conspersa
Boarmia conspersa là một loài bướm đêm trong họ Geometridae.